# خوان خوزه آروالو
خوان خوزه آرِه‌بالو (انگلیسی: Juan José Arévalo؛ زاده ۱۰ سپتامبر ۱۹۰۴ – درگذشته ۸ اکتبر ۱۹۹۰) سیاستمدار، و دیپلمات اهل گواتمالا بود.
وی بیست و چهارمین رئیس‌جمهور گوآتمالا از ۱۵ مارس ۱۹۴۵
تا ۱۵ مارس ۱۹۵۱ بود.